# Барбарич, Ивица
Ивица Барбарич (сербохорв. Ивица Барбарић / Ivica Barbarić, родился 23 февраля 1962 года в Метковиче) — югославский хорватский футболист и футбольный тренер, выступавший на позиции защитника.

## Биография
Начинал карьеру в составе «Вележа» из Мостара, в составе «рождённых» сыграл 152 матча и забил 3 гола. Выиграл в составе «Вележа» Кубок Югославии в 1986 году. С 1989 по 1996 годы играл в Испании за клубы «Реал Бургос» (со своими одноклубниками по «Вележу» Анелем Карабегом и Предрагом Юричем), «Расинг» (Сантандер), «Бадахос» и «Альмерию». В составе сборной Югославии единственный матч провёл 24 августа 1988 года в Люцерне против Швейцарии. В составе олимпийской сборной сыграл 3 матча на олимпиаде в Сеуле в групповом этапе, а его сборная из группы сенсационно не вышла, пропустив вперёд Бразилию и Австралию.
Как тренер, Барбарич вначале работал с боснийскими клубами «Зриньски» и «Широки-Бриег». Барбарич сменил в «Широки-Бриеге» Иво Иштука и в сезоне 2004/2005 стал серебряным призёром чемпионата Боснии и Герцеговины и вышел в финал Кубка: в розыгрыше Кубка УЕФА команда вышла в первый раунд, пройдя в квалификации албанскую «Теуту» (1:3, 3:0) и представлявшую тогда Сербию и Черногорию «Зету» (1:0, 4:2) и проиграв затем швейцарскому «Базелю» (0:5, 0:1). В сезоне 2005/2006 Барбарич наконец-то выиграл чемпионат страны и даже прошёл первый квалификационный раунд Лиги чемпионов УЕФА 2006/2007, победив солигорский «Шахтёр»), а в сезоне 2006/2007 взял кубок Боснии и Герцеговины. В 2009 году был помощником Мирослава Блажевича в сборной Боснии и Герцеговины.
Затем несколько лет проработал в Японии, с клубами Джей-лиги 2 «Эхимэ» и «Консадоле Саппоро». В январе 2017 года вернулся в «Зриньски», но продержался в команде всего два месяца. В сезоне 2017/18 был ассистентом Ранко Поповича в индийском клубе «Пуна Сити».

## Достижения

### Игрок
- Обладатель Кубка Югославии: 1985/86 (Вележ)
- Победитель Сегунды: 1989/90 (Реал Бургос)

### Тренер
- Чемпион Боснии и Герцеговины: 2005/06 (Широки-Бриег)
- Обладатель Кубка Боснии и Герцеговины: 2006/07 (Широки-Бриег)